# 城口県
城口県（じょうこうけん）は中華人民共和国重慶市に位置する県。

## 歴史
清代に城口庁が設置、1913年に県に改編され現在に至る。

## 行政区画
下部に2街道、10鎮、13郷を管轄する。
- 街道:葛城街道、復興街道
- 鎮:巴山鎮、坪壩鎮、廟壩鎮、明通鎮、修斉鎮、高観鎮、高燕鎮、東安鎮、咸宜鎮、高楠鎮
- 郷:竜田郷、北屏郷、左嵐郷、沿河郷、双河郷、蓼子郷、鶏鳴郷、周渓郷、明中郷、治平郷、嵐天郷、厚坪郷、河魚郷

## 交通

### 道路
- 高速道路
  -  銀百高速道路
- 国道
  - G211国道
  - G347国道（中国語版）

## 特産
- 漆、茶、クルミ・（核桃（中国語版））、シナグリ（栗）、サツマイモ、キウイフルーツ、タケノコなど

## 健康・医療・衛生
- 城口県人民医院
- 城口県中医院
- 城口県婦幼保健院